# Septembre 1901
- 1er septembre, politique : le général Leónidas Plaza Gutiérrez arrive au pouvoir en Équateur (1901-1905 et 1912-1916).

- 6 septembre, États-Unis : attentat contre William McKinley.

- 7 septembre, Chine : protocole de 1901. À Pékin, les pays occidentaux signent avec l'Empire Qing un accord qui met fin à la révolte des Boxers.
  - Début des réformes en Chine : modernisation de l’état, assemblées élues, armée moderne, code pénal moderne, réforme de l’enseignement (abolition du système des examens, responsable de l’attitude conservatrice de l’administration).

- 13 septembre, France : décret de loi instituant l'immatriculation des véhicules roulant à plus de 30 km/h.

- 14 septembre, États-Unis : le président, William McKinley, décède des suites des blessures reçues lors de l'attentat du 6 septembre perpétré par l'anarchiste Leon Czolgosz. Conformément à la Constitution, le vice-président, Theodore Roosevelt, devient président des États-Unis d'Amérique.
- 19 septembre, France/Russie: Après une escale au Danemark, Nicolas II assiste aux grandes manoeuvres de Champagne. Il est l'hôte de la France du 18 au 21 septembre.

- 26 septembre, Empire britannique : la confédération Gold Coast est démantelée et devient une colonie britannique placée sous l’autorité de la Gold Coast, colonie depuis 1874.
- 27-28 septembre, société : congrès de Bâle de l'Association internationale pour la protection légale des travailleurs. L'organisme est privé et indépendant.

- 28 septembre, Philippines : à la suite du massacre de Balangiga aux Philippines, lors duquel 39 soldats américains sont tués par les insurgés philippins, le général américain Jacob Hurd Smith donne l'ordre à ses officiers de tuer tous les Philippins mâles de l'île de Samar de plus de 10 ans [1]. Les historiens ne s'accordent pas sur le chiffre des victimes de ces mesures de représailles, qui auraient fait 2 000/2 500 morts selon les uns et près de 50 000 selon les autres.
- 30 septembre, France: création du concours Lépine.

## Naissances
- 1er septembre : Bolesław Filipiak, cardinal polonais de la curie romaine († 14 octobre 1978).
- 8 septembre :
- Harold Connolly, premier ministre canadien de la Nouvelle-Écosse († 17 mai 1980).
- Jacques Perret, écrivain français († 10 décembre 1992).
- 14 septembre :
  - Lucien Aigner, photographe hongrois et l'un des premiers photojournalistes († 29 mars 1999).
  - Alex James, footballeur écossais († 1er juin 1953).
  - Gulbrand Lunde, chimiste et homme politique norvégien († 25 octobre 1942).
  - George Carlyle Marler, homme politique canadien († 10 avril 1981).
- 19 septembre : Pierre-Albert Bégaud, peintre portraitiste et paysagiste français (†  22 juin 1956)
- 29 septembre : Lanza del Vasto (Giuseppe Lanza di Trabia-Branciforte), écrivain français et partisan de la non-violence († 5 janvier 1981).
- 22 septembre : Charles Brenton Huggins, physicien, physiologiste canadien, lauréat d'un prix Nobel († 12 janvier 1997).
- 23 septembre : Jaroslav Seifert, poète tchécoslovaque († 10 janvier 1986).
- 25 septembre : Robert Bresson, réalisateur français († 18 décembre 1999).
- 29 septembre : Enrico Fermi, physicien italien († 28 novembre 1954).

## Décès
- 9 septembre : Henri de Toulouse-Lautrec, peintre et dessinateur français.
- 14 septembre : William McKinley, président des États-Unis.